# 8618 Sethjacobson
8618 Sethjacobson eller 1981 DX är en asteroid i huvudbältet som upptäcktes den 28 februari 1981 av den amerikanska astronomen Schelte J. Bus vid Siding Spring-observatoriet. Den är uppkallad efter Seth A. Jacobson.
Asteroiden har en diameter på ungefär 8 kilometer.